# Mamadou Coulibaly (judoka)
Mamadou Coulibaly – malijski judoka. Olimpijczyk z Barcelony 1992, gdzie zajął 36. miejsce, w wadze półlekkiej.

## Letnie Igrzyska Olimpijskie 1992
| Konkurencja | Eliminacje             | Klas. końcowa |
| Konkurencja | Przeciwnik 1           | Miejsce       |
| ----------- | ---------------------- | ------------- |
| 65 kg       | Pavel Petřikov (TCH) P | 36.           |